# Кисловка
Кисло́вка (рос. Кисловка) — присілок у складі Томського району Томської області, Росія. Входить до складу Зарічного сільського поселення.

## Населення
Населення — 2929 осіб (2010; 2624 у 2002).
Національний склад (станом на 2002 рік):
- росіяни — 87 %